# Spirorbis incongruus
Spirorbis incongruus är en ringmaskart som beskrevs av Bush 1905. Spirorbis incongruus ingår i släktet Spirorbis och familjen Serpulidae. Inga underarter finns listade i Catalogue of Life.